# Grand Hôtel des Salines

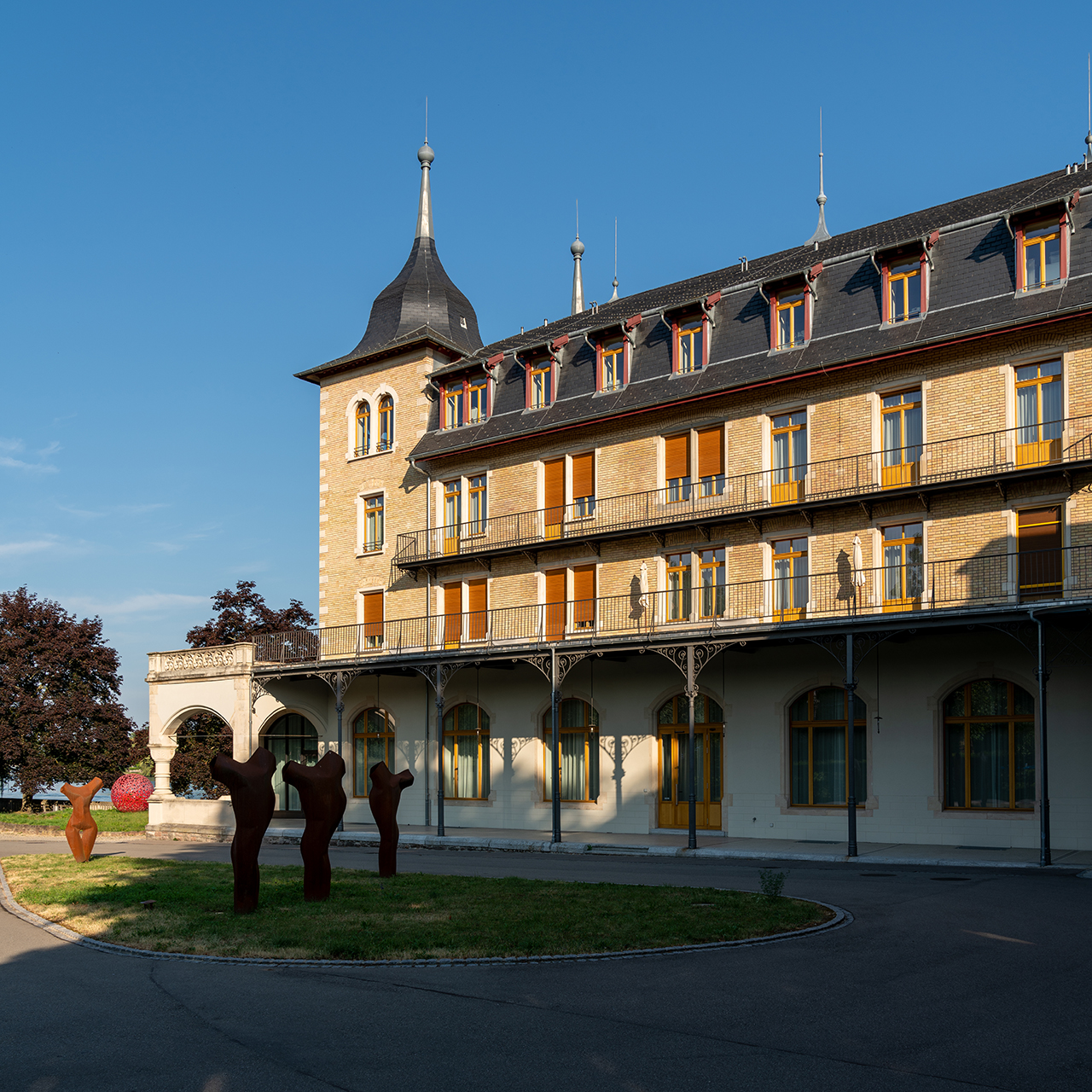
Westtrakt

Das Grand Hôtel des Salines ist ein Hotelgebäude in Rheinfelden im Kanton Aargau. Es befindet sich nordöstlich der Altstadt am Ufer des Rheins und wurde 1882 eröffnet. Als Luxushotel war es mehrere Jahrzehnte lang gesellschaftlicher Mittelpunkt des Sole-Kurortes. Wegen sinkender Nachfrage musste das Hotel 1963 geschlossen werden, woraufhin es leer stand. Der Osttrakt wird seit 1978 wieder als Hotel genutzt, der Mittelteil als Seniorenresidenz. Im denkmalgeschützten Westtrakt, der gleichzeitig als Kulturgut von regionaler Bedeutung eingestuft ist, befindet sich eine Privatklinik.

## Geschichte

Luftansicht (1953)

Im Jahr 1862 erwarb der Unternehmer Heinrich von Struve eine seit 1847 am Rheinufer bestehende Badewirtschaft und baute sie mit Gästezimmern aus. Kurz darauf entstanden zwei Dependancen (beide 1929 abgebrochen). Der neue Besitzer Viktor Dietschy renovierte 1881 die maroden Altbauten und beauftragte den renommierten Architekten Robert Moser mit dem Bau eines zusätzlichen Badehauses. Dank steigender Gästezahlen (insbesondere aus dem Ausland) konnte der Betrieb ab 1891 schrittweise ausgebaut und zunehmend luxuriöser gestaltet werden. So entstand im Ostteil der Parkanlage nach Mosers Plänen die Villa Concordia (heutiger Osttrakt), die durch einen geräumigen Speisesaal mit den übrigen Anlagen verbunden war.
Für die folgenden Erweiterungen verantwortlich waren die Architekten Curjel & Moser. 1894 wurde das Badehaus erweitert (Abbruch 1956). Der ursprüngliche Kernbau wich 1896/97 einem grosszügigen Neubau, dem heutigen Westtrakt. Ebenfalls 1896 konnte der englische Landschaftsgarten substanziell erweitert werden. Um die Ansiedlung eines Industriebetriebs zu verhindern, erwarb Dietschy 1900 die östlich angrenzenden Parzellen, wodurch der Park auf eine Grösse von 12,5 Hektaren anwuchs. Rheinfelden gehörte um die Jahrhundertwende nicht zuletzt wegen des Grand Hôtel zu den bekanntesten Badekurorten Europas und war vor allem bei wohlhabenden französischen und russischen Touristen beliebt. 1907 und 1912 folgten Erweiterungen der Villa Concordia, wobei die für damalige Verhältnisse ausgesprochen innovative Ausstattung einen enormen Wettbewerbsvorteil mit sich brachte: Durch die Platzierung der Badezimmer unmittelbar neben den Hotelzimmern war es den wohlhabenden Kurgästen erstmals möglich, ihre Wasseranwendungen im privaten Bereich verabreicht zu erhalten.
Der Erste Weltkrieg verursachte einen markanten Einbruch der Gästezahlen. Nach verschiedenen Umbauten zählte das Grand Hôtel Mitte der 1920er Jahre 220 Zimmer. Eine weitere Zäsur war der Zweite Weltkrieg, von dem sich das Grand Hôtel nie mehr richtig erholen konnte. 1963 musste der Betrieb schliesslich eingestellt werden. Mit einer Neuausrichtung hin zu medizinisch-therapeutischen Angeboten sowie zu Wellness stoppte Rheinfelden Mitte der 1970er Jahre den touristischen Abwärtstrend. Seit 1978 besteht im Osttrakt wieder ein Vierstern-Hotel, das Park-Hotel am Rhein. Im mittleren Teil wird seit 2008 eine Seniorenresidenz betrieben. Der Westtrakt wurde 2012 umfassend saniert; seither ist dort Alta Aesthetica domiziliert, eine gehobene Privatklinik für ästhetische Chirurgie und Zahnmedizin.

## Bauwerk
Der langgezogene Gebäudekomplex des Grand Hôtel des Salines befindet sich am Rheinufer, östlich des Stadtparks und hinter dem in den 1970er Jahren errichteten Kurzentrum. Seit seiner Entstehungszeit äusserlich weitgehend unverändert blieb der dreigeschossige neugotische Westtrakt mit Mansarddach. Die der Altstadt zugewandte Fassade wirkt wuchtig und besitzt durch die zwei Türme mit Zwiebelhauben ein schlossartiges Aussehen. Loggien und Terrassen umlaufen das erste Obergeschoss. Diese bestehen auf Westseite aus Stein mit schweren Masswerkbrüstungen, auf der Südseite aus filigranen Gusseisengeländern. Im Innern sind im Wesentlichen die Speiseräume im Erdgeschoss, das Vestibül und das Treppenhaus erhalten geblieben, die zurückhaltend im Jugendstil dekoriert sind.
An den Westtrakt schliesst sich der Querbau an, der rechtwinklig in den Park hineinragt. Das ebenfalls dreigeschossige Gebäude besitzt ein Walmdach und einen U-förmigen Grundriss. Er zählt sechsmal drei Achsen, während ostseitig einachsige Eckrisalite einen kleinen Hof umgeben. Typisch für die Entstehungszeit (1888/89) ist die spätklassizistische Fassadengestaltung mit gebändertem Erdgeschoss, Eckquadern und giebelförmigen Verdachungen der Fenster. Der Innenausbau von Robert Moser ist weitgehend originalgetreu erhalten.
Die Villa Concordia bildet den Osttrakt der Gebäudegruppe. An das dreigeschossige Gebäude sind viergeschossige Annexbauten angegliedert. Es handelt sich um mächtige Putzbauten mit Mansarddächern, deren Gebäudehüllen ebenfalls weitgehend intakt sind. Die ursprüngliche Innenausstattung wurde 1963 entfernt und entspricht heute modernen Anforderungen.